# The Jolly Boys
The Jolly Boys é uma banda de mento, de Port Antonio, Jamaica. Formada em 1945, teve sucesso comercial entre as décadas de 1980 e 1990 entre os fãs de reggae e de world music.

## Início
Os Jolly Boys surgiram de um grupo denominado Navy Island Swamp Boys, formado em 11 de abril de 1945 e que frequentemente se apresentava nas festas promovidas por Errol Flynn. Esse grupo incluía Moses Deans no banjo e no violão, Noel Lynch no violão e "Papa" Brown na marímbula. Após o final do grupo em 1955, Deans e Brown formaram o The Jolly Boys (um nome que, dizem, foi criado por Errol Flynn) com Derrick "Johnny" Henry nas maracas e na percussão, Martell Brown e David "Sonny" Martin no violão. Um dos substitutos regulares nesse período era o percussionista Allan Swymmer, que passou a fazer parte de forma efetiva na década de 1960.

## Década de 1960
No início da década de 1960 a reputação dos Jolly Boys cresceu substancialmente. Apresentando-se em hotéis e festas particulares. Em 1962 o grupo competiu e chegou à final de um torneio nacional de mento no Teatro Ward em Kingston. O renome nacional que se seguiu também levou à atenção internacional, como quando o grupo fez uma audição com Jean Farduli, proprietário da casa noturna Blue Angel Supper Club em Chicago (lugar famoso por tocar música caribenha) em 1964. Embora não seja claro se os Jolly Boys passaram na audição de Farduli, eles viajaram até New Hampshire em 1966 para o que seria o primeiro de vários compromissos ao longo de seis meses.

## Década de 1970
Na década de 1970, os Jolly Boys continuaram a se apresentar em Port Antonio, mas também em outros lugares da Jamaica, mais notavelmente no Round Hill Hotel em Montego Bay. Entretanto, em 1969 Allan Swymmer mudou-se para St. Ann's Bay e formou uma banda concorrente homônima, formada com músicos locais. Esse grupo concorrente apresentava-se principalmente na região, chegando a gravar dois álbuns (Roots of Reggae: Music From Jamaica [1977] e Jolly Boys at Club Caribbean [1979]) e vários compactos. Embora esse grupo concorrente tenha existido somente durante a década de 1970, a completa falta de relação com o grupo liderado por Moses Deans criou grande confusão sobre qual grupo se relatava.

## Décadas de 1980 e de 1990s
Em função de vários membros das primeiras formações dos Jolly Boys já terem morrido no final dos anos 1970, o grupo ficou enfraquecido por algum tempo. Por volta de 1980, Swymmer retornou a Port Antonio e, junto com Deans, reformou os Jolly Boys com Joseph "Powda" Bennett na marímbula. A banda rapidamente achou trabalho em vários hotéis e logo se tornou um ato de grande procura na região. Quando o cantor, compositor e produtor Jules Shear viu a banda durante uma visita ao Trident Hotel em 1989, decidiu produzir um álbum com a música do grupo, o primeiro de quatro álbuns lançados entre 1989 e 1997.  Tais gravações levaram a várias turnês internacionais, uma aparição no filme The Mighty Quinn com Denzel Washington, levou a um reconhecimento sem precedentes das bandas de mento.

## Década de 2000
Após a morte de Moses Deans em 1998, o grupo se manteve, apresentando-se principalmente em Port Antonio. No início da década de 2000, um racha aconteceu entre os membros e o grupo novamente se dividiu entre dois diferentes "Jolly Boys", uma liderada por Swymmer (às vezes denominada "Allan Swymmer's Mento Band), e a outra liderada por Bennett. A separação entre as duas bandas se manteve até aproximadamente 2006 ou 2007, quando o GeeJam abriu como hotel em 2008, os novamente reunidos Jolly Boys tornaram-se a banda da casa. A qualidade das apresentações e a força e o carisma do líder Albert Minott levaram o coproprietário do GeeJam, Jon Baker, a produzir um álbum de sucessos do rock ao som "modernizado" do mento na casa do engenheiro de estúdio. Em novembro de 2009, o etnomusicólogo Daniel Neely foi trazido para tocar banjo e ser o diretor musical do projeto.  O álbum, chamado Great Expectation foi lançado no final de 2010 e motivou a realização de uma turnê internacional representando um novo estágio na história dos Jolly Boys.

## Atualidade
Embora o núcleo do grupo tenha se mantido estável ao longo das décadas, uma lista completa dos membros dos Jolly Boys incluiria grande número de membros oficiais mas transientes. Joseph "Powda" Bennett faleceu em 20 de agosto de 2014 em função de uma doença respiratória, aos 76 anos. Albert Minott, cantor principal do grupo, faleceu em 30 de junho de 2017 em Port Antonio. Minott, nascido em 14 de setembro de 1938, tinha 78 anos, também tinha problemas respiratórios.

## Discografia selecionada
- 1977  Roots of Reggae: Music From Jamaica (Lyrichord)
- 1979  Jolly Boys at Club Caribbean (Club Caribbean)
- 1989  Pop 'n' Mento (Rykodisc)
- 1990  Quake with fear,The Jolly Boys are here .(JB)
- 1991  Sunshine N' Water (Rykodisc)
- 1991  Beer Joint & Tailoring (First Warning Records)
- 1997  Live in Tokyo (Respect Records)
- 2010  Great Expectation UK Release (Geejam Recordings/Wall of Sound/PIAS)
- 2011  Great Expectation US Edition (Geejam Recordings/EOne)
- 2014  Classic Mento from Port Antonio